# Emmanuel Iwe
Emmanuel Iwe (Lagos, Nigeria, 12 de septiembre de 2000), es un futbolista nigeriano nacionalizado estadounidense que juega como interior izquierdo en el Minnesota United de la Major League Soccer.

## Trayectoria

### Inicios
Emmanuel Iwe nació el 12 de septiembre de 2000 en Lagos, Nigeria. A partir de los seis años vivió en Estados Unidos y creció en la ciudad de Mineápolis; es hijo de los nigerianos Peter y Evelyn Onyema. Tiene a sus hermanos Ifeoma, Benson, Azubeke y Chukwuka, quien jugó para el equipo de fútbol del Lincoln College de Illinois y en UIS Athletics.
Iwe se trasladó a St. Louis Park de Minesota. Empezó a practicar fútbol en la fundación Joy of the People, para luego estudiar en el St. Louis High School. Posteriormente estuvo en la academia de fútbol de Tucson, Arizona, institución en la que ganó el campeonato de liga estatal de la temporada 2016-17. Contabilizó un total de 39 goles y 61 asistencias en 55 partidos durante su estadía en el equipo.
En 2017 estuvo en la Medina Valley High School, de Castroville en Texas. Al año siguiente conformó el equipo de fútbol masculino de la King High School, de Corpus Christi igualmente en Texas.
El 8 de octubre de 2018, se confirmó que el jugador haría una prueba de dos semanas en el Werder Bremen de Alemania, junto a su amigo de infancia Zinedine Kroeten, arrancando desde el 4 de noviembre de ese año. Ambos llegaron al club por influencia del exfutbolista Thomas Gansauge. El 16 de noviembre terminó su periodo, donde el equipo decidió no firmarlo.
El 2 de mayo de 2019, Iwe pasó al Kansas City Roos y se incorporó al plantel para enfrentar la temporada de División I.

### Deportivo Saprissa
El 12 de agosto de 2019, Emmanuel firmó su primer contrato profesional de tres años en el Deportivo Saprissa de Costa Rica, donde fue asignado al grupo de alto rendimiento del club. Su llegada se gestó debido al trabajo del costarricense Daniel Vargas.

## Clubes
| Club               | País           | Año           |
| ------------------ | -------------- | ------------- |
| Joy St. Louis Park | Estados Unidos | 2021          |
| Minnesota United 2 | Estados Unidos | 2022-presente |
| Minnesota United   | Estados Unidos | 2023-presente |